# Moon Bay
 (avril 2022).
La mise en forme du texte ne suit pas les recommandations de Wikipédia : il faut le « wikifier ».
Les points d'amélioration suivants sont les cas les plus fréquents. Le détail des points à revoir est peut-être précisé sur la page de discussion.
- Les titres sont pré-formatés par le logiciel. Ils ne sont ni en capitales, ni en gras.
- Le texte ne doit pas être écrit en capitales (les noms de famille non plus), ni en gras, ni en italique, ni en « petit »…
- Le gras n'est utilisé que pour surligner le titre de l'article dans l'introduction, une seule fois.
- L'italique est rarement utilisé : mots en langue étrangère, titres d'œuvres, noms de bateaux, etc.
- Les citations ne sont pas en italique mais en corps de texte normal. Elles sont entourées par des guillemets français : « et ».
- Les listes à puces sont à éviter, des paragraphes rédigés étant largement préférés. Les tableaux sont à réserver à la présentation de données structurées (résultats, etc.).
- Les appels de note de bas de page (petits chiffres en exposant, introduits par l'outil «  Source ») sont à placer entre la fin de phrase et le point final[comme ça].
- Les liens internes (vers d'autres articles de Wikipédia) sont à choisir avec parcimonie. Créez des liens vers des articles approfondissant le sujet. Les termes génériques sans rapport avec le sujet sont à éviter, ainsi que les répétitions de liens vers un même terme.
- Les liens externes sont à placer uniquement dans une section « Liens externes », à la fin de l'article. Ces liens sont à choisir avec parcimonie suivant les règles définies. Si un lien sert de source à l'article, son insertion dans le texte est à faire par les notes de bas de page.
- La présentation des références doit suivre les conventions bibliographiques. Il est recommandé d'utiliser les modèles {{Ouvrage}}, {{Chapitre}}, {{Article}}, {{Lien web}} et/ou {{Bibliographie}}. Le mode d'édition visuel peut mettre en forme automatiquement les références.
- Insérer une infobox (cadre d'informations à droite) n'est pas obligatoire pour parachever la mise en page.

Pour une aide détaillée, merci de consulter Aide:Wikification.
Si vous pensez que ces points ont été résolus, vous pouvez retirer ce bandeau et améliorer la mise en forme d'un autre article.
 (mai 2022).
Pour les articles homonymes, voir Moon.

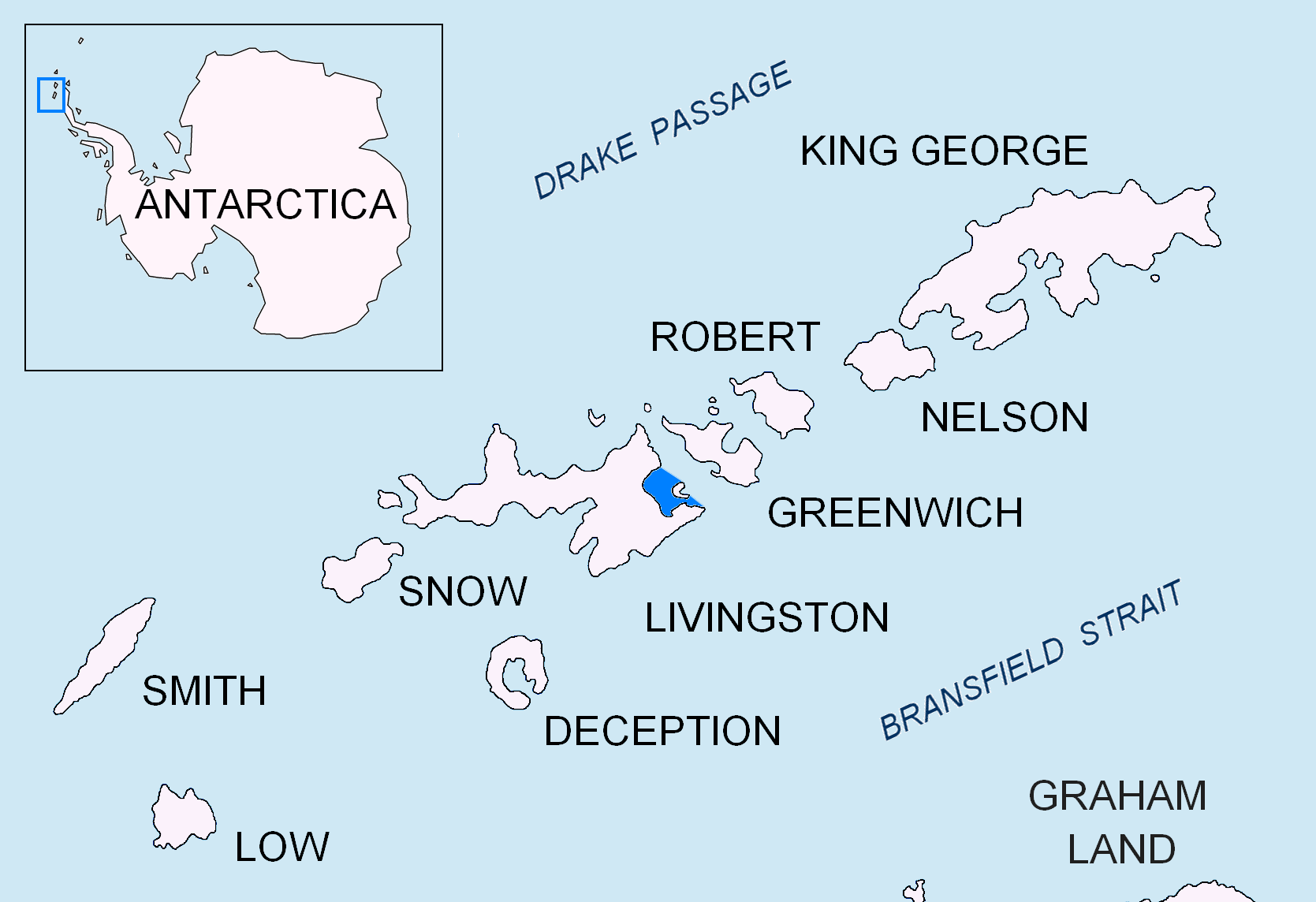
Emplacement de Moon Bay, sur île Livingston dans les îles Shetland du Sud.

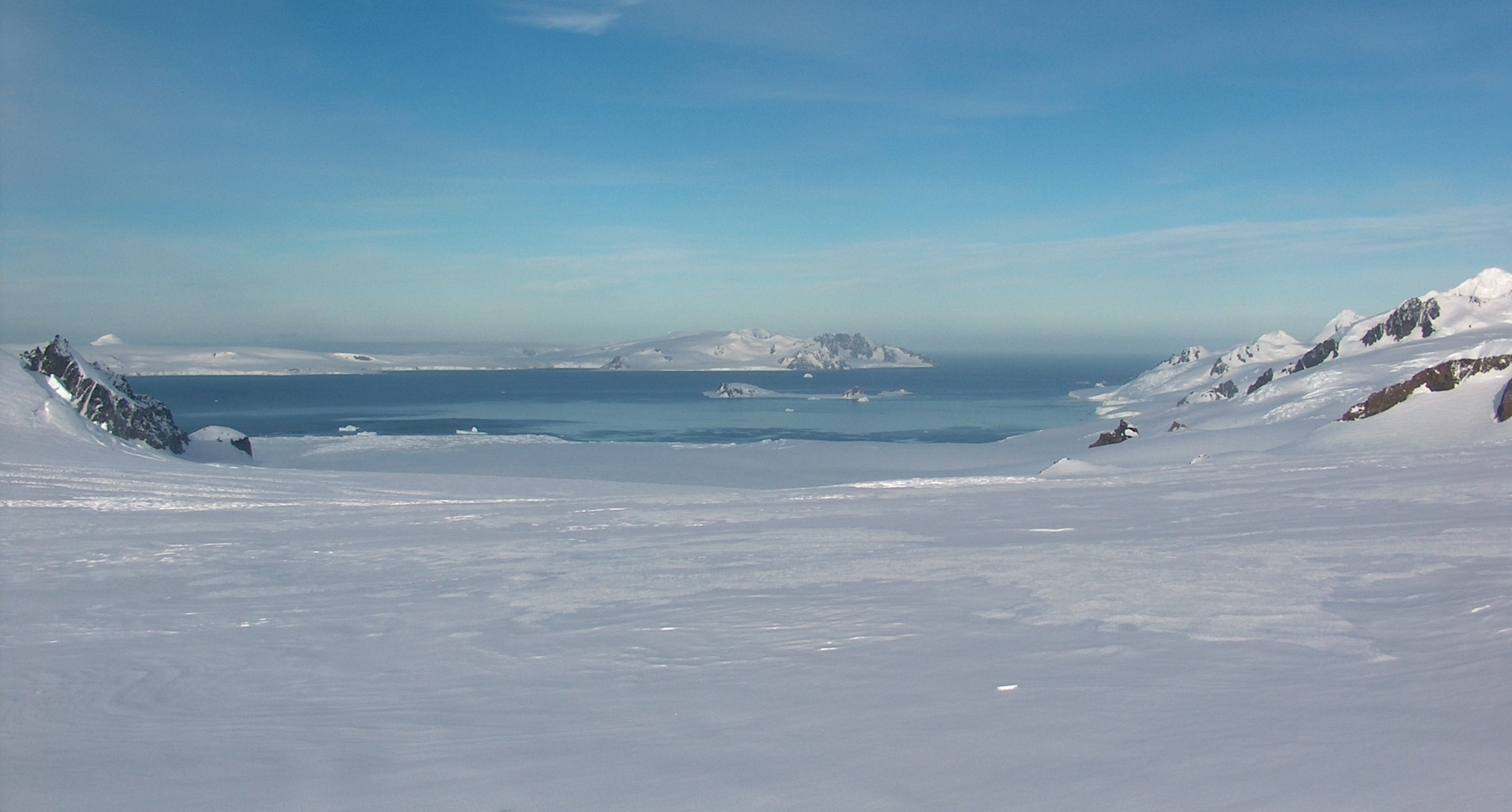
Moon Bay depuis Camp Academia, avec Half Moon Island et Greenwich Island en arrière-plan.

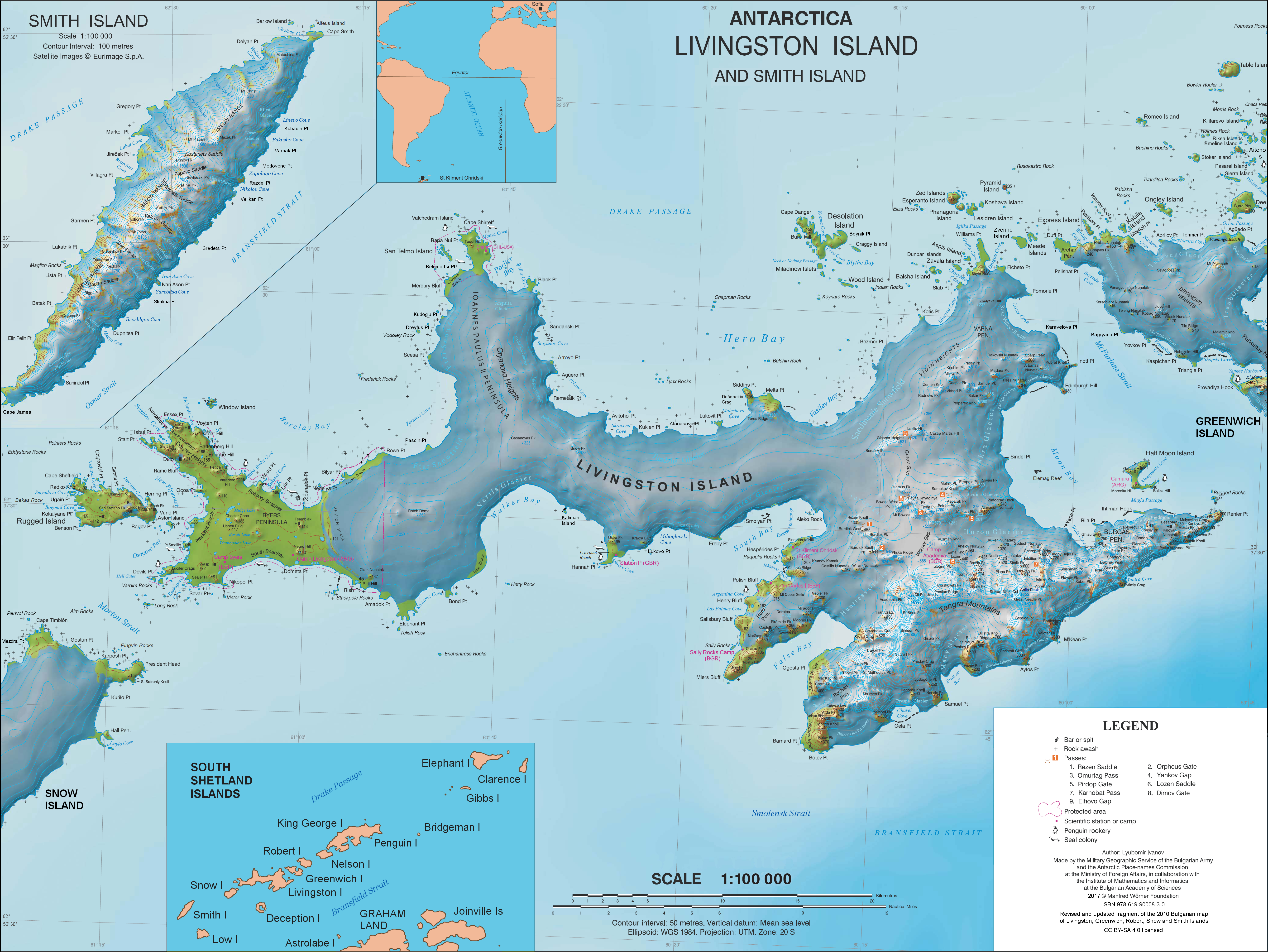
Carte topographique de l'île Livingston.

Moon Bay est une baie qui a une largeur de 7 milles marins (12,964 km) et une profondeur de 4 milles marins (7 km) . Elle se situe au large de l'Antarctique. Plus précisement dans îles Shetland du Sud, sur la côte est de l'île Livingston, entre Edinburgh Hill et Renier Point. Les glaciers Sopot Ice Piedmont, Iskar, Huron, Struma, Kaliakra, Panega et Debelt alimentent la baie. Lîle Half Moon  et Elemag Reef se situent à Moon Bay.
La baie était sans doute déjà connue des chasseurs de phoque de la région dès 1821. Elle a été redécouverte en 1935 par l'équipage du Discovery II lors des Discovery Investigations. La baie fut probablement nommée par eux à cause de sa proximité avec l'île Half Moon, qui se trouve à l'entrée de la baie.

## Cartes
- Îles Shetland du Sud. Carte topographique à l'échelle 1:200000. Feuille DOS 610 W 62 60. Tolworth, Royaume-Uni, 1968.
- Îles Shetland du Sud. Carte topographique à l'échelle 1:200000. Feuille DOS 610 W 62 58. Tolworth, Royaume-Uni, 1968.
- Islas Livingston et Decepción. Carte topographique à échelle 1:100000. Madrid : Servicio Geográfico del Ejército, 1991.
- LL Ivanov et al. Antarctique : île Livingston et île Greenwich, îles Shetland du Sud. Carte topographique à l'échelle 1:100000. Sofia : Commission des noms de lieux antarctiques de Bulgarie, 2005.
- LL Ivanov. Antarctique : île Livingston et îles Greenwich, Robert, Snow et Smith. Carte topographique à l'échelle 1:120000. Troyen : Fondation Manfred Wörner, 2009. (ISBN 978-954-92032-6-4)
- Base de données numérique de l'Antarctique (ADD). Carte topographique de l'Antarctique à l'échelle 1:250000. Comité scientifique pour la recherche antarctique (SCAR), 1993–2016.